# Mangual
Um mangual, ou malho, é um instrumento através do qual se malha cereais para debulhá-los. Consiste em um pedaço de madeira comprido e fino no qual se sustenta a base, chamado de mango, que serve de cabo. Esse cabo é ligado por uma correia de couro, chamada por sua vez de inçadouro, a um outro, curto e grosso: o pírtigo, que percute as hastes da planta, que são geralmente trigo, cevada etc. Já o mangual com fins militares da Idade Média era uma bola de metal com saliências pontudas presa ao cabo por uma corrente, usado em batalhas.

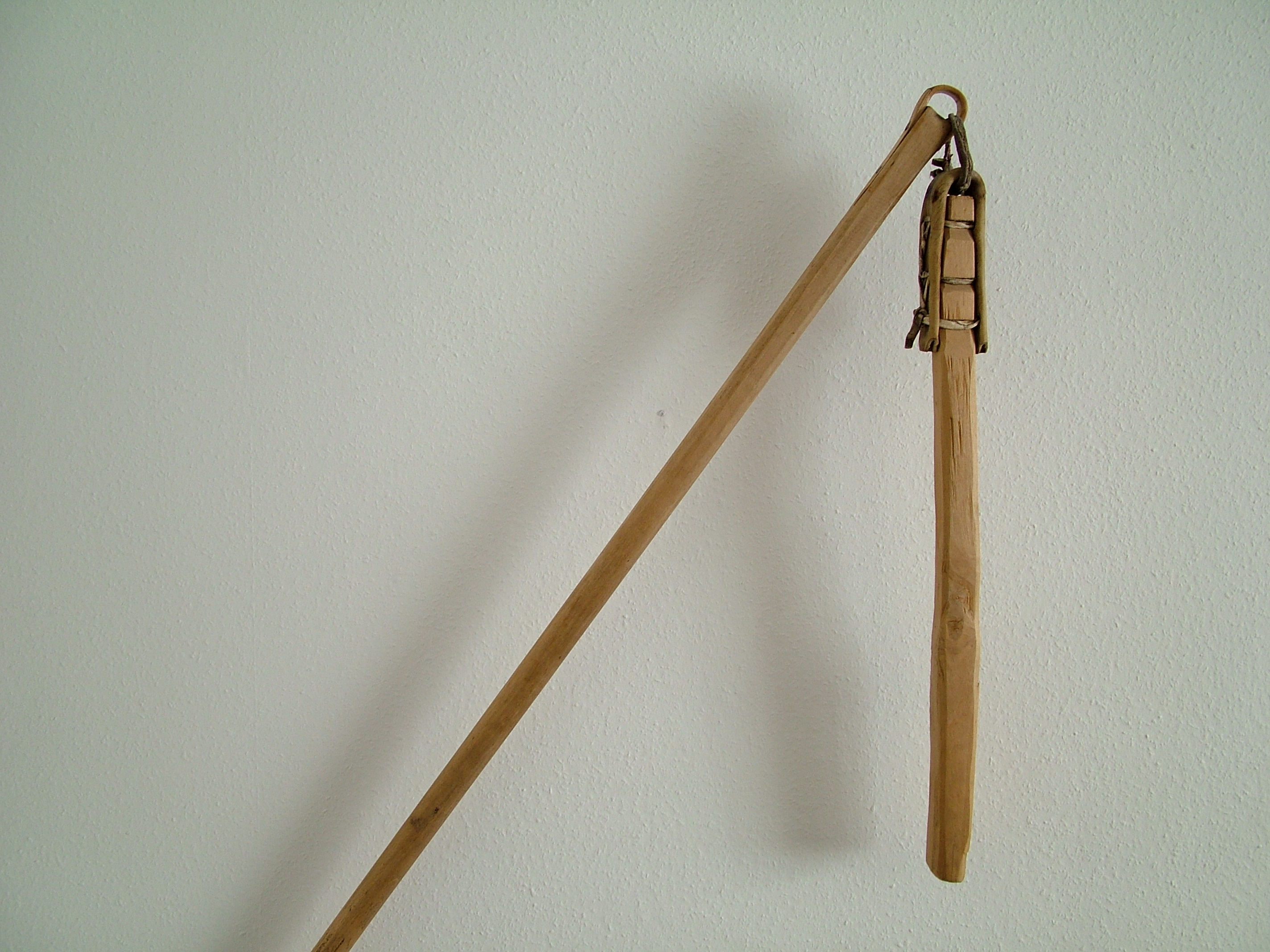
Mangual agrícola
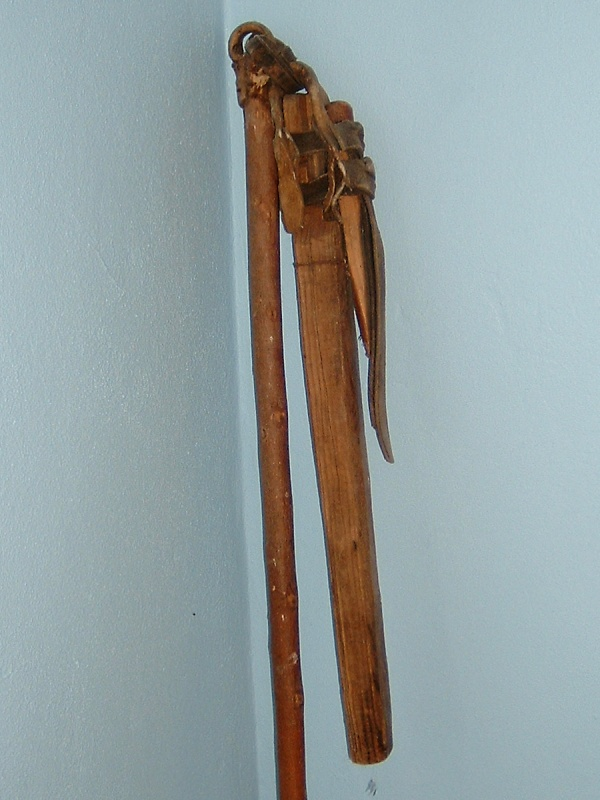
Mangual agrícola